# 电化学历史
电化学作为化學的一个分支，经历了几个发展历程。从16世纪和17世纪早期与磁铁相关的原理，到涉及复杂的理论。这些理论包括导电性、电荷和相关的数学方法。
“电化学”这个术语在19世纪和20世纪被用于描述与电相关的化学现象。在最近几十年，电化学已经成为一个很大的研究领域，包括以下幾種技術
- 电池和燃料电池
- 金属的防腐蚀
- 精炼化学品
- 电解、电泳
- 有机物處理
- 废水污染物處理

## 背景和电化学的曙光
人類於16世纪开始以科学理解电与磁。經過多年的研究，最终导致19世纪末电力的生产和工业革命。
在16世纪50年代，英国科学家威廉·吉尔伯特花了17年用磁和微量的电做实验。他因为在磁铁上的研究被称为“磁之父”。吉尔伯特在《De Magnete》一书中提出的电与磁明确区分的标准和“琥珀作用”（静电）的定义，迅速被整个欧洲认可。

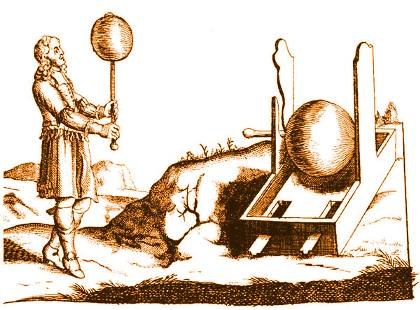
德国 物理学家奥托·冯·格里克用旁边的发电机进行实验。

在1663年，德国物理学家奥托·冯·格里克发明了第一个静电发生器，其原理是利用摩擦产生静电。 发电机是由一个大型硫球，其内部有一个玻璃球安装在一个轴上。当球用曲轴旋转时，通过衬垫物与球转动时的摩擦，产生一个静电火花。整个球可以移除并用于实验用电源。冯·格里克用自己的发电机，展示了同电性互相排斥。

## 18世纪和电化学问世

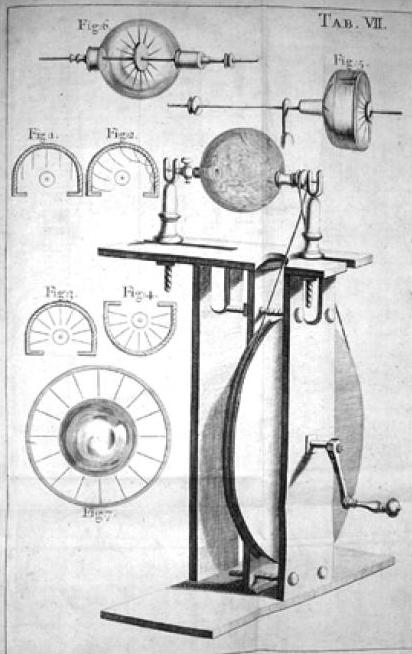
Francis Hauksbee 的气体电灯

在1709年，弗朗西斯·豪克斯比（Francis Hauksbee）在伦敦皇家学会在冯·格里克的发电机中玻璃中放置少量的汞并排出空气后，发现无论何时它会在手接触球时发光。这是最早的气体电灯。
从1729年到1736年间，英国科学家斯蒂芬·格雷和约翰·西奥菲勒斯·德札古利埃进行了一系列的实验。实验表明软木或其他物体作为800或900英尺（245-275 m）的远距离，电是可以通过连接玻璃管的材料，如金属电线或麻串进行接通。他们同时发现，丝绸等其它材料没有导电效果。
直到18世纪中期，法国化学家Charles François de Cisternay Du Fay发现了两种形式的静电。他认为，同电性相互排斥，不同电性相互吸引；电力由玻璃（拉丁文“vitreous”，即正电）和树脂（拉丁文“resinous”，即负电）两个液体组成。这称为电的“双流理论”。这个理论与本杰明·富兰克林的“一流理论”所反对。
1745年，Jean-Antoine Nollet建立一个电引力和斥力理论。这个理论应该存在于在两个带电性且连续流动的电物质问题。 Nollet的理论起初获得广泛的接受，但是在1752年遇到阻力，与富兰克林的《电的实验与观察》法文译本矛盾。富兰克林和Nollet辩论起电的性质。富兰克林支持一个特定的距离以及电有两个对立的种类；而Nollet倡导机械行动和单一种类型的电液。最终，富兰克林的论点赢得了辩论，Nollet的理论被放弃。